# Harmiella schiapelliae
Harmiella schiapelliae är en spindelart som beskrevs av Brignoli 1979. Harmiella schiapelliae ingår i släktet Harmiella och familjen panflöjtsspindlar. Inga underarter finns listade i Catalogue of Life.